# 罗伯特·科热尼奥夫斯基
罗伯特·科热尼奥夫斯基（波蘭語：Robert Korzeniowski，1968年7月30日—），波兰男子田径运动员，主攻竞走。他曾代表波兰参加1992年、1996年、2000年和2004年夏季奥林匹克运动会田径比赛，获得四枚金牌。